# Burley Griffin Way
Der Burley Griffin Way ist eine Hauptverbindungsstraße im Süden des australischen Bundesstaates New South Wales. Sie verbindet den Hume Highway südwestlich von Bowning mit dem Kidman Way in Griffith.

## Namensherkunft und Bedeutung
Die Straße wurde nach Walter Burley Griffin, einem US-amerikanischen Architekten, benannt. Burley Griffin hatte die Städte Canberra und Griffith entworfen.
Sie verbindet – zusammen mit dem Hume Highway und dem Barton Highway – die beiden Städte. Ihre wirtschaftliche Bedeutung liegt im Anschluss der westlichen Riverina und der Gebiete am Murrumbidgee River an die Märkte in Sydney, Melbourne unc Canberra. Der Schwerverkehr macht einen großen Anteil des gesamten Verkehrs auf dieser Straße aus.

## Verlauf
Südwestlich von Bowning zweigt der Burley Griffin Way vom Hume Highway (N31) nach Nordwesten ab. An dieser Stelle wurde kürzlich eine Ortsumgehung von Bowning gebaut, über den die Straße verläuft und einen neuen Anschluss an den Hume Highway erhielt. Über Binalong und Harden führt der Burley Griffin Way zur Ortschaft Wallendbeen, wo er den Olympic Highway (R41) quert.
Über Temora, wo die Straße den Goldfields Way (S85) kreuzt, führt sie weiter nach West-Nordwesten zum Newell Highway (N39), mit dem sie ca. 12 km lang gemeinsam bis Ardlethan verläuft. Weiter führt sie ihr Weg nach Westen, vorbei am Cocoparra-Nationalpark, über Yenda nach Griffith, wo sie am Kidman Way (S87) endet.